# Jade (Mortal Kombat)
Jade è un personaggio della serie di videogiochi Mortal Kombat. È apparsa per la prima volta in Mortal Kombat II.

## Storia

### Prima linea temporale
Jade è la migliore amica di Kitana nonché sua compagna fin dall'infanzia. Viene anche lei addestrata come assassina personale di Shao Kahn, anche se non ha mai nutrito piena fiducia nei confronti dell'imperatore. Nel secondo torneo Jade è nascosta nella foresta vivente in atteggiamento difensivo: poche volte esce allo scoperto pronta per attaccare i nemici.
Quando Kitana, la principessa ribelle a Shao Kahn, fugge nelle regioni della Terra, Jade riceve da Shao Kahn l'ordine di riportarla indietro viva: quale amica della principessa, Jade si trova davanti alla scelta fra tradire la sua amicizia oppure disobbedire al proprio sovrano. Jade e Reptile trovano Kitana sulla Terra e, mentre il ninja rettile sta per attaccarla, Jade si oppone e la difende, sconfiggendolo.
Decide dunque di supportare la vecchia compagna, permettendo a Kitana di raggiungere Sindel e allearsi con le truppe di Edenia. Successivamente, durante gli eventi di Mortal Kombat Deception, Jade nota l'arrivo del Re Dragone e corre a Edenia per informare la regina Sindel del destino di Kitana; ma arriva troppo tardi, in quanto Tanya ha già imprigionato Sindel e permesso al Re Dragone di entrare in quel reame; in seguito, Jade riesce a liberare Sindel, cosicché le due scappano nel Mondo Esterno (Outworld): qui scoprono che in realtà il Re Dragone non si è del tutto reincarnato, e decidono pertanto di raggiungere la tomba nella quale riposano le ossa del "vero" Re Dragone, al fine di liberare sia Kitana sia colui che è posseduto dallo spirito del Re Dragone, vale a dire Shujinko, un guerriero del Reame Terrestre (Earthrealm); sarà proprio quest'ultimo a uccidere il Re Dragone.
Dopo la sconfitta di Blaze in Mortal Kombat Armageddon, grazie alla propria purezza, Jade apre la Piramide di Argo; così tutta l'oscurità presente nel reame è attirata al suo interno,
dove viene segregata in eterno: Jade viene vista come un'eroina e la piramide farà da monito a chiunque vorrà attaccare Edenia.

### Seconda linea temporale
In Mortal Kombat (videogioco 2011) viene uccisa da Sindel insieme con la maggioranza dei guerrieri della Terra.
In Mortal Kombat 11, Jade ritornerà sia come un Revenant che come un personaggio vivente.

### Terza linea temporale
Mortal Kombat 1
Dopo aver sconfitto Shang Tsung, Liu Kang plasma la sua nuova era. Jade non appare all'interno della storia, ma viene menzionata da Liu Kang, evidenziando il fatto che Jade, in questa linea temporale, sia una contessa.

## Apparizioni
- Mortal Kombat II (personaggio segreto)
- Ultimate Mortal Kombat 3
- Mortal Kombat Trilogy
- Mortal Kombat Deception
- Mortal Kombat Armageddon
- Mortal Kombat: Shaolin Monks
- Mortal Kombat (2011)
- Mortal Kombat 11
- Mortal Kombat 1 (personaggio non giocabile, menzionata)